# Vincenc Otto Nimmerfroh
Vincenc Otto Nimmerfroh (30. prosince 1904 Rapotín – 10. června 1965 Praha) byl český ekonom, profesor, v letech 1945–1949 se na ministerstvu průmyslu podílel na vypracování strategie poválečného československého průmyslu.

## Život a dílo

### Studia, Zábřeh na Moravě
Vincenc Otto Nimmerfroh vystudoval Vysokou školu obchodní při Českém vysokém učení technickém, kde ho ovlivnil především profesor národního hospodářství JUDr. Josef Macek, s nímž v pozdějších letech udržoval pravidelné kontakty. Roku 1930 nastoupil V. O. Nimmerfroh jako úředník do exportního oddělení skláren v Rapotíně, později pracoval v pražské firmě Radio Havel, kde vedl korespondenční oddělení a měl na starosti správu filiálek. Od roku 1935 působil jako státní zatímní profesor komerčních předmětů na veřejné československé obchodní škole v Šumperku, kde setrval až do 1938. V té době žil v Zábřehu na Moravě, kde se ve spolupráci se zábřežským starostou Jožou Malým aktivně účastnil veřejného kulturního i politického života a pořádal přednášky s ekonomickou a sociální tematikou.

### Hodonín, 1938–1945
Po obsazení pohraničí německou armádou opustil V. O. Nimmerfroh s rodinou Zábřeh a od října 1938 působil jako definitivní státní profesor na obchodní akademii v Hodoníně. V době války se zapojil do protifašistického odboje, v roce 1945 patřil k zakladatelům sociálně demokratické organizace v Hodoníně a vydával časopis Slovač, jehož první číslo vyšlo 6. května 1945 a který informoval o situaci v regionu i v zahraničí. V. O. Nimmerfroh se na jeho stránkách věnoval některým aktuálním ekonomickým otázkám, například otázce měny nebo problematice vývoje na trhu práce.

### Praha, 1945–1950
V červenci 1945 byl V. O. Nimmerfroh povolán na ministerstvo průmyslu do Prahy, kde byl jmenován nejprve na místo odborového a posléze vrchního odborového rady a přednosty studijního oddělení. Jeho činnost spočívala v organizování studijní agendy, v přípravě podkladů pro hospodářsko-politická opatření ministerstva průmyslu, ve vypracování rozborů hospodářské situace československého průmyslu a vývojových tendencí v průmyslu jiných evropských či mimoevropských zemí. V roce 1947 absolvoval studijní pobyty v Norsku a Velké Británii za účelem vypracování analýz sloužících jako podklad při jednání zástupců ministerstva průmyslu o zahraničních obchodních smlouvách. Poznatkům z Velké Británie věnoval i jeden díl cyklu ekonomických pořadů, které připravoval pro Československý rozhlas.
Od roku 1945 byl V. O. Nimmerfroh rovněž jmenován učitelem a zkušebním komisařem na Státní knihovnické škole v Praze a byl pověřen vyučováním předmětu Úvod do národního hospodářství. V červnu 1949 mu byla na základě práce, v níž se věnoval rozboru optimální velikosti průmyslových podniků, udělena vědecká hodnost doktora věd obchodních na Českém vysokém učení technickém v Praze. V témže roce přešel z ministerstva průmyslu na Státní úřad plánovací, kde pracoval na koordinaci plánů v lehkém průmyslu a zúčastnil se vypracování směrnic pro sestavení prováděcích plánů československé průmyslové výroby. Technicko-ekonomickým otázkám v průmyslu a tematice plánovaného hospodářství se věnoval i v odborných pojednáních, v tisku a v přednáškách vysílaných v Československém rozhlase. Účastnil se rovněž přednáškových cyklů pořádaných spolkem architektů a inženýrů SIA, jehož byl členem.

### Pokus o emigraci, Jáchymov, 1950–1952
Politický tlak na V. O. Nimmerfroha stále sílil, v dubnu 1950 dostal na Státním úřadu plánovacím nabídku na vstup do komunistické strany, a když ji odmítl, byl na hodinu propuštěn. Nějakou dobu mu bylo znemožněno sehnat nové zaměstnání a ocitl se i s rodinou v existenční tísni. Vzhledem k tomu, že hrozily nové politické postihy, rozhodl se na jaře roku 1951 pro emigraci. Pokus se však nezdařil, V. O. Nimmerfroh byl na hranicích zadržen a poté vězněn v táboře nucených prací v Jáchymově.[zdroj?]

### Praha, 1953–1965
Po propuštění v dubnu 1953 pracoval nějaký čas jako pomocný stavební dělník podniku Dopravních staveb, posléze v srpnu 1954 nastoupil místo v revizním oddělení Zasklívací služby, které zastával až do zrušení podniku v prosinci 1958. Poté pracoval u Obvodního stavebního podniku v Praze 6. V této době neměl povoleno publikovat, proto ekonomický vývoj komentoval v nezveřejněných statích, překládal a pořádal bytové semináře. Zabýval se mimo jiné i otázkou financování veřejných investic či otázkou cen v československém průmyslu.[zdroj?]
V. O. Nimmerfroh zemřel v Praze 10. 6. 1965. V roce 1990 dosáhl plné soudní i mimosoudní rehabilitace.